# Carl Bernstein
Carl Bernstein (Washington, 14 febbraio 1944) è un giornalista e saggista statunitense.
Nel 1972, insieme a Bob Woodward, suo collega al Washington Post, condusse l'inchiesta giornalistica che svelò i retroscena dello scandalo Watergate, che spinse il presidente degli Stati Uniti Richard Nixon a rassegnare le dimissioni. Per il ruolo avuto nel far emergere lo scandalo, Bernstein ha ricevuto molti premi; il suo lavoro ha contribuito a far assegnare al Washington Post il "Premio Pulitzer per il Servizio Pubblico" nel 1973. Insieme a Bob Woodward scrisse il libro Tutti gli uomini del presidente, cui si ispira il film omonimo di Alan J. Pakula, nel quale il suo personaggio è interpretato da Dustin Hoffman.

## Biografia
Nel suo libro di memorie Loyalties, pubblicato nel 1989, Bernstein rivelò che i suoi genitori, Alfred Bernstein e Sylvia Walker, ambedue di origine ebraica, erano stati membri del Partito Comunista degli Stati Uniti d'America, un fatto che colpì non poco, visto che perfino J. Edgar Hoover aveva fallito nei suoi tentativi di dimostrarne l'appartenenza al partito. I genitori di Bernstein, secondo quanto da lui stesso riportato, furono perseguitati durante gli anni cinquanta. L'FBI tenne sotto sorveglianza la sua famiglia per più di 30 anni, raccogliendo oltre 2.500 pagine di documenti, incluse delle note informative raccolte da agenti messi a osservare il suo bar mitzvah. Bernstein si è diplomato alla Montgomery Blair High School a Silver Spring, nel Maryland. In seguito ha studiato all'Università del Maryland. Bernstein è membro a vita dell'organizzazione ebraica B'nai B'rith, di cui è stato presidente nella regione nord.
Bernstein conobbe Margaret Jay, figlia del Primo ministro britannico James Callaghan e moglie di Peter Jay, al tempo ambasciatore del Regno Unito negli Stati Uniti; Bernstein ebbe nel 1979 una molto pubblicizzata relazione extraconiugale con Margaret, che in seguito divenne ministro governativo nel proprio paese.  Bernstein e la sua seconda moglie, la sceneggiatrice Nora Ephron, ebbero un bambino, Jacob; nel 1980 la Ephron era incinta del loro secondo figlio, Max, quando lesse le notizie della relazione di suo marito con Margaret Jay. La Ephron partorì prematuramente non appena ne venne a conoscenza. Ephron, come scrittrice, si ispirò a queste vicende nella stesura del romanzo Heartburn del 1983, da cui fu tratto l'omonimo film del 1986 con Jack Nicholson e Meryl Streep. Nella sottile finzione del libro, la Ephron offre descrizioni poco lusinghiere sia della Jay che di Bernstein, raccontando di un marito "capace di fare sesso con una tenda veneziana" e definendo l'aspetto di Jay come quello di una giraffa dai "grandi piedi". Bernstein divenne poi conosciuto per le sue uscite con Bianca Jagger, Martha Stewart ed Elizabeth Taylor; gli è anche capitato di essere arrestato per guida in stato di ebbrezza. Attualmente risiede a New York con sua moglie Christine.
Bernstein ha avuto un ruolo fondamentale con la sua collaborazione con Bob Woodward durante lo scandalo Watergate. Bernstein fu il primo a sospettare che Nixon stesse recitando una parte, e fu sempre lui a trovare l'assegno che legava Nixon allo scassinamento. Bernstein lasciò il The Washington Post nel 1976. Dopo il Watergate, non godette dello stesso livello di successo ottenuto da Woodward; le sue frequenti apparizioni tra le pagine del gossip, causate dai libri e dai film della sua ex moglie Nora Ephron, il suo arresto per guida in stato di ebbrezza, le sue uscite pubbliche con star di Hollywood non diedero lustro alla sua reputazione giornalistica. È degno di nota il fatto che non sia stato invitato da Katharine Graham, titolare del Washington Post, ai festeggiamenti di gala per il 70º anniversario del giornale, un gesto che è stato interpretato da molti come un affronto, in considerazione del contributo dato da Bernstein nel portare il Post a una statura internazionale.
Dopo l'abbandono del Post, Bernstein ha lavorato come Washington Bureau Chief e come corrispondente anziano per la ABC News, ha insegnato alla New York University, e ha contribuito per il Time. Bernstein è stato coautore con Woodward di due libri: All the President's Men (tradotto in italiano come Tutti gli uomini del presidente), che narrava in dettaglio i successi e i fallimenti dei loro sforzi giornalistici contro l'insabbiamento dello scandalo in atto e The Final Days, un resoconto dei mesi conclusivi della presidenza Nixon, sebbene Woodward abbia messo in discussione i contributi di Bernstein a quest'ultimo libro al punto che, a quanto si dice, non voleva che Bernstein comparisse come coautore. Woodward disse: "Non era il periodo più produttivo per Carl". Stando sempre a quel che si dice Woodward lasciò cadere le offerte di poter lavorare di nuovo con Bernstein in una rubrica d'inchiesta o in altri libri.
È stato coautore, con il vaticanista Marco Politi, del libro His Holiness: John Paul II & the History of Our Time (Penguin Books, 1997), uscito in Italia nel 1996 per Rizzoli editore con il titolo Sua santità. Giovanni Paolo II e la storia segreta del nostro tempo. Dopo la rivelazione, nel maggio 2005, della vera identità di quella che era stata chiamata la Deep Throat, la "Gola Profonda" dello scandalo Watergate, Bernstein si è trovato di nuovo a collaborare con Woodward nella stesura del libro The Secret Man, attinente ai rapporti intrattenuti da Woodward con Mark Felt. Bernstein ha scritto un libro di memorie, un "resoconto sofferto, affettuoso, e intensamente partecipato dell'ordalia subita dai suoi genitori, e del suo travaglio emotivo, durante le epurazioni per infedeltà del presidente Harry Truman" Ha anche scritto una biografia di Hillary Clinton, A Woman In Charge: The Life of Hillary Rodham Clinton, pubblicata da Alfred A. Knopf il 5 giugno 2007.

### Rapporti deviati tra mezzi di informazione e organi statali
In un articolo pubblicato nel 1977 dalla rivista Rolling Stone, Bernstein rivelò una grave deviazione della stampa statunitense: secondo il materiale proveniente dagli archivi della CIA, più di 400 giornalisti statunitensi di rilievo, inclusi vincitori del Premio Pulitzer, erano stati utilizzati negli ultimi 25 anni, sulla base di accordi taciti o espliciti, per portare clandestinamente a termine una vasta gamma di compiti, come la semplice raccolta di informazioni o per fungere da elementi di collegamento con le spie operanti nei paesi del blocco comunista.